# Serafin (Aleksandrow)
Serafin, imię świeckie Dmitrij Aleksandrowicz Aleksandrow (ur. 7 października?/19 października 1867 w Nikitinie, zm. 2 grudnia 1937 w Kustanaju) – rosyjski biskup prawosławny.

## Życiorys
W 1889 ukończył seminarium duchowne w Saratowie. Rok później ożenił się i został wyświęcony na diakona, zaś w 1891 – na kapłana. Został skierowany do pracy w wydziale misyjnym eparchii saratowskiej, początkowo jako pomocnik misjonarza, następnie jako samodzielny misjonarz (jeszcze w czasie nauki w seminarium zaangażował się w akcję misyjną wśród staroobrzędowców). W 1906 wydał broszurę, w której udowadniał niekanoniczny charakter Kościoła staroobrzędowców-popowców, zaś w roku następnym dwutomową pracę, w której cytując Ojców Kościoła dowodził niesłuszności poglądów staroobrzędowców. W 1909 został nieoczekiwanie odwołany z funkcji misjonarza, czego przyczyną mógł być konflikt z ordynariuszem eparchii saratowskiej, biskupem Hermogenem. W 1909 duchowny został przeniesiony do pracy duszpasterskiej w cerkwi Zmartwychwstania Pańskiego w Witebsku, po czym rok później na nowo podjął zadania misjonarza, działając jednak w eparchii orenburskiej.
W 1914, po śmierci żony, złożył wieczyste śluby mnisze. 14 stycznia 1914 w Orenburgu miała miejsce jego chirotonia na biskupa kustanajskiego, wikariusza eparchii orenburskiej. W 1916 jego tytuł uległ zmianie na biskup czelabiński, służył jednak nadal w tej samej eparchii. Od marca do listopada 1917 zarządzał jako locum tenens eparchią jekaterynburską, po odsunięciu od niej biskupa Serafina (Gołubiatnikowa), który nie uznał legalności Rządu Tymczasowego. Wziął udział w Soborze Lokalnym Rosyjskiego Kościoła Prawosławnego w latach 1917–1918. W 1918 został wyznaczony na biskupa połockiego i witebskiego. Wobec podpisania pokoju brzeskiego teren jego eparchii znalazł się jednak pod niemiecką okupacją, co najprawdopodobniej uniemożliwiło mu wyjazd do Witebska. Już 22 kwietnia tego samego roku Serafin (Aleksandrow) został biskupem starickim, wikariuszem eparchii twerskiej. W 1919 wyznaczono go na ordynariusza tejże eparchii. W 1922 otrzymał godność arcybiskupią. Od 1921, za zgodą i wiedzą patriarchy Tichona prowadził rozmowy z reprezentantami Żywej Cerkwi, dążąc do ugody między ruchem odnowicielskim a kanonicznym Kościołem. W okresie wojny domowej w Rosji był kilkakrotnie zatrzymywany przez bolszewickie organy represji: w 1920 przez Czeka w Twerze (zwolniony po kilku dniach), w 1922 w Moskwie (za „sprzeciwianie się konfiskacie kosztowności cerkiewnych”). Przebywał w więzieniu na Butyrkach od czerwca 1922 do lutego 1923. Po uwolnieniu w 1923 otrzymał zakaz powrotu do eparchii twerskiej. W 1924 otrzymał mimo tego godność metropolity, pozostając ordynariuszem eparchii twerskiej. W roku następnym wrócił do Tweru i został tam na krótko zatrzymany. Aresztowany ponownie w kwietniu 1926, odzyskał wolność po podpisaniu zobowiązania o pozostaniu w Twerze, skąd w listopadzie 1926 wywieziono go na sześć miesięcy do Swierdłowska.
W 1927 poparł deklarację lojalności Cerkwi wobec władz radzieckich wydaną przez zastępcę locum tenens Patriarchatu Moskiewskiego, metropolitę Sergiusza, i został dzięki temu stałym członkiem Świętego Synodu Kościoła. Jego nominacja wzbudziła kontrowersje z powodu podejrzeń Serafina o współpracę z OGPU. 15 lipca 1928 objął katedrę saratowską, zaś w 1933 został przeniesiony do eparchii kazańskiej.
W okresie zarządzania przez Serafina eparchią kazańską kontynuowana była akcja zamykania świątyń i prześladowań duchowieństwa przez władze radzieckie. Sam hierarcha został aresztowany w 1936 i w roku następnym skazany na trzy lata zsyłki do Kazachstanu. W miejscu stałego osiedlenia, jakim miał być Kustanaj, został kilka miesięcy później aresztowany i skazany na śmierć przez rozstrzelanie. Wyrok wykonano 2 grudnia 1937.